# Municipio de Foster (condado de Perkins)
El municipio de Foster (en inglés: Foster Township) es un municipio ubicado en el condado de Perkins en el estado estadounidense de Dakota del Sur. En el año 2010 tenía una población de 30 habitantes y una densidad poblacional de 0,18 personas por km².

## Geografía
El municipio de Foster se encuentra ubicado en las coordenadas 45°19′40″N 102°5′49″O / 45.32778, -102.09694. Según la Oficina del Censo de los Estados Unidos, el municipio tiene una superficie total de 166.9 km², de la cual 166,58 km² corresponden a tierra firme y (0,19 %) 0,32 km² es agua.

## Demografía
Según el censo de 2010, había 30 personas residiendo en el municipio de Foster. La densidad de población era de 0,18 hab./km². De los 30 habitantes, el municipio de Foster estaba compuesto por el 93,33 % blancos, el 3,33 % eran amerindios, el 3,33 % eran asiáticos. Del total de la población el 0 % eran hispanos o latinos de cualquier raza.